# 鄧元覺
鄧元覺，《水浒传》中人物。歙州僧人，為方臘太子方天定部將，方臘尊為國師，使一條渾鐵禪杖，綽號「寶光如來」。與南離大將軍石寶、鎮國大將軍厲天閏及護國大將軍司行方統領二十四位戰將，同守杭州寧海軍，武藝可媲美魯智深。

## 結局
宋江既克杭州，欲復睦州，其出戰，花榮密使秦明佯敗，使其逕來捉宋江，而自放箭，命中，身死。